# Timișoreana
Timișoreana es una cerveza pale lager con 5,0% alc. vol., elaborada por la cervecería rumana Ursus Breweries. Fundada en 1718, Timișoreana es actualmente la cerveza líder en Rumania.

## Historia
La fábrica de Timișoreana fue fundada en Timișoara, en aquel entonces perteneciente al Reino de Hungría, en 1718. La fábrica fue fundada por el Príncipe Eugenio de Saboya en 1718, después de haber sido apoyado financieramente Timişoara en 1872 por el Imperio austríaco durante la recesión.
Timișoreana, durante su historia, ha contado con el reconocimiento de los fabricantes de cerveza debido a las introducciones tecnológicas en el proceso de elaboración: el filtro de la cerveza (1920), las nuevas instalaciones de la cervecería dotadas con lo último en equipos de última generación (1960-1962) o el barril de aluminio que sustituyó la de madera (1968). En 1975 hubo importantes inversiones en nuevas tecnologías en la línea de embotellado y envasado en barril.
Durante la década de 1920, Timișoreana fue elegida la cerveza oficial de la Casa Real de Rumania. En 2001 Timișoreana fue adquirida por la cervecera rumana Ursus Breweries, parte del grupo SAB Miller.